# 오카야마현 구라시키 스포츠 공원 야구장
오카야마 현 구라시키 스포츠 공원 야구장(일본어: 岡山県倉敷スポーツ公園野球場)은 1995년에 세워진 일본 오카야마현 구라시키시의 야구장이다. 흔히 머스캣 스타디움(マスカットスタジアム)이라는 애칭으로 부르기도 한다. 양익 99.5m, 중월 122m로 수용 인원은 30,494명이다.